# Кубок Нидерландов по волейболу среди женщин
Кубок Нидерландов по волейболу среди женщин — ежегодное соревнование женских волейбольных команд Нидерландов. Проводится с 1974 года.

## Формула соревнований
Соревнования проходят по системе плей-офф («осень-весна»). Победители полуфинальных матчей в финале определяют обладателя Кубка. В финале розыгрыша 2024/25 «Драйсма-Динамо» победила «Фрисо» 3:0.

## Победители
| - 1974 «Ван Хутен» Херлен - 1975 «Ван Хутен» Херлен - 1976 «Ван Хутен» Херлен - 1977 «Ван Хутен» Херлен - 1978 «Ван Хутен» Херлен - 1979 «Корбуло» Ворбург - 1980 «Принс» Доккюм - 1981 «Принс» Доккюм - 1982 «Старлифт» Ворбург - 1983 «Доккюм» - 1984 «Орион» Дутинхем - 1985 АМВЙ Амстелвен - 1986 «Олимпус» Снек - 1987 «Аверо-Олимпус» Снек - 1988 «Аверо-Олимпус» Снек - 1989 «Аверо-Олимпус» Снек - 1990 «Схиппер-Мартинус» Амстелвен - 1991 «Схиппер-Мартинус» Амстелвен - 1992 «Аверо-Олимпус» Снек - 1993 «Бондюэль» Вюгт - 1994 «Бондюэль» Вюгт - 1995 АМВЙ Амстелвен - 1996 «Бондюэль» Вюгт - 1997 «Бондюэль» Вюгт - 1998 «Арке-Поллукс» Олдензал - 1999 «Волко» Оммен | - 2000 «Верт» - 2001 «Арке-Поллукс» Олдензал - 2002 «Лонга’59» Лихтенворде - 2003 «Арке-Поллукс» Олдензал - 2004 «Лонга’59» Лихтенворде - 2005 «Лонга’59» Лихтенворде - 2006 ТВК Амстелвен - 2007 «ДЕЛА Мартинус» Амстелвен - 2008 «ДЕЛА Мартинус» Амстелвен - 2009 «ДЕЛА Мартинус» Амстелвен - 2010 ТВК Амстелвен - 2011 «Верт» - 2012 «Слидрехт Спорт» Слидрехт - 2013 «Алтерно» Апелдорн - 2014 «Снек» - 2015 «Слидрехт Спорт» Слидрехт - 2016 «Эйроспед» Алмело - 2017 «Снек» - 2018 «Слидрехт Спорт» Слидрехт - 2019 «Слидрехт Спорт» Слидрехт - 2020 «Слидрехт Спорт» Слидрехт - 2021 «Аполло’8» Борне - 2022 «Слидрехт Спорт» Слидрехт - 2023 «Слидрехт Спорт» Слидрехт - 2024 «Аполло’8» Борне - 2025 «Драйсма-Динамо» Апелдорн |

## Источник
- Волейбол. Энциклопедия/Сост. В. Л. Свиридов. Москва: Издательства «Человек» и «Спорт» — 2016.